# Rugetu (Slătioara), Vâlcea
Rugetu este un sat în comuna Slătioara din județul Vâlcea, Oltenia, România.

## Vezi și
- Biserica de lemn din Rugetu-Florești
- Biserica de lemn din Rugetu-Valea Babei